# Фрешетт, Марк
Марк Эрнест Фрешетт (англ. Mark Ernest Frechette; 4 декабря 1947, Фэрфилд, штат Коннектикут — 27 сентября 1975, округ Норфолк, штат Массачусетс, США) — американский актёр и преступник, получивший национальную известность в 1970 году после исполнения главной роли в культовом фильме режиссёра Микеланджело Антониони «Забриски-пойнт», одного из центральных фильмов культуры хиппи.

## Биография
Марк Фрешетт родился 4 декабря 1947 года в городе Фэрфилд, штат Коннектикут в семье франкоканадского происхождения. В начале 1960-х потеряв интерес к учёбе, Марк из-за неуспеваемости и хронических прогулов бросил школу, после чего переехал в Нью-Йорк, где освоил профессию столяра и женился на девушке, которая родила ему ребёнка. В 1966 году он вместе с женой переехал в Бостон, штат Массачусетс. Фрешетт остановился в районе со сравнительно низким уровнем жизни под названием Роксбери, имевшим репутацию «гетто», населённым «цветными меньшинствами» — в основном афроамериканцами. Вскоре после переезда он примкнул к одной из самых известных в США на тот момент коммун под названием «Fort Hill Community», которую основал в 1966 году американский музыкант и писатель Мел Лаймен, которая имела много общих черт с деструктивной сектой преступника Чарльза Мэнсона и которой была посвящена обширная статья в журнале Rolling Stone в 1971 году.

## Кинокарьера
В 1968 году Марк Фрешетт был замечен на одной из улиц Бостона кастинг-директором фильма Забриски-пойнт в ходе ссоры с другими жителями города, во время которой он демонстрировал агрессивное поведение и черты импульсивности. В ходе разговора с кастинг-директором фильма, Фрешетт продемонстрировал восприятие и поведение, прямо противоречащие тем, которые господствовали в тот период в обществе, благодаря чему ему было предложено пройти пробы на главную роль в фильме, которая впоследствии досталась ему. Несмотря на то, что «Забриски-пойнт» не имел коммерческого успеха и провалился в прокате, Фрешетт получил известность и в последующие годы исполнил роли в фильмах «Люди против», «Большая черная свинья», а также принял вместе с создателями фильма «Забриски-пойнт» участие в ток-шоу «Шоу Дика Кэвитта» и Шоу Мерва Гриффина.
Однако и испытывая проблемы социальной приемлемости Марк Фрешетт попал под влияние Мела Лаймана, развелся с женой, пожертвовал свой гонорар за участие в фильме «Забриски-пойнт» на сумму 60 000 долларов коммуне Мела Лаймана и начал вести деструктивный образ жизни.
В конце августа 1973 года Фрешетт совместно с другими членами коммуны «Fort Hill Community» — Кристофером Тейном и Шелдоном Бернхардом совершил попытку ограбления банка Merchants New England в Роксбери, в результате которой Тейн был убит, а Марк Фрешетт и Бернахард были арестованы. В ходе судебного процесса Фрешетт и Бернахрд были признаны виновными и получили в качестве наказания 15 лет лишения свободы с правом подачи ходатайства условно-досрочного освобождения по отбытии 6 лет заключения.

## Смерть
После осуждения Фрешетт был этапирован для отбытия наказания в тюрьму «Massachusetts Correctional Institution», расположенную в округе Норфолк, штат Массачусетс. 27 сентября 1975 года во время занятий тяжелой атлетикой без подстраховщика в спортзале тюремного учреждения актёр уронил штангу себе на грудь и погиб от удушья. Во время расследования было установлено что в течение последних месяцев перед смертью Марк Фрешетт страдал от депрессии, у него был выявлен ряд эндокринных расстройств, снижение аппетита и он находился в подавленном психическом состоянии, но в то же время было отмечено, что актёр состоял в дружеских отношениях с большей частью заключенных, не имел врагов и характеризовался администрацией тюрьмы крайне положительно. Так как следов борьбы на месте смерти актёра найдено не было, инцидент был впоследствии признан несчастным случаем.